# 末岡精一
末岡 精一（すえおか せいいち、旧字体：末岡 精一、1855年8月2日（安政2年6月20日） - 1894年（明治27年）1月22日）は明治時代の日本の法学者。法学博士。
帝国大学法科大学教授、東京図書館（現・国立国会図書館）館長。日本法律学校（現・日本大学）の創立者の一人。東京大学にて、日本人として初めて国法学の講義を担当した。

## 経歴
- 1855年（安政12年）6月20日、周防国熊毛郡宿井村（現・山口県熊毛郡田布施町宿井）の庄屋・末岡太兵衛景徳の次子に生まれる。
- 1867年（慶応3年）明倫館小学舎で学ぶ。
- 1872年（明治5年）芝育英校で英学を学ぶ。
- 1874年（明治7年）東京外国語学校入学。
- 1875年（明治8年）東京開成学校入学。
- 1881年（明治14年）7月、東京大学文学部理財学・哲学科卒業。文部省准判任御用掛に任じられ、文学部講師、法学部准講師。
- 1882年（明治15年）3月、文部省特別留学生となりドイツへ渡航。ドイツ・ベルリン大学、オーストリア・ウィーン大学で国法・行政学を研究する。その後、私費をもって、ベルギー、イギリス、フランス、イタリア各国視察。
- 1886年（明治19年）12月、帰国。帝国大学法科大学教授に就任。
- 1887年（明治20年）10月、正七位。東京図書館長を兼ねる。文官試験委員、高等文官試験委員を委嘱される。
- 1889年（明治22年）日本法律学校（現日本大学）の創立に参画する。行政学担当。
- 1891年（明治24年）8月、法学博士。
- 1892年（明治25年）4月、従六位。同年9月、東京専門学校講師を兼ねる。
- 1894年（明治27年）1月22日、病気のため逝去。享年40。正六位。墓所は青山霊園(1ロ8-45)。

## 著作
- 『行政法汎論講義』 日本同盟法学会
- 『行政裁判法』 日本法律学校
- 『比較国法学』 博文館、1899年11月
  - 『比較国法学』 博文館、1900年3月再版 ／ 信山社出版〈日本立法資料全集〉、2019年7月、ISBN 9784797273519

## 関連文献
- 「会員末岡精一君」（『国家学会雑誌』第84号、1894年2月）
- 松井茂 「法学博士末岡精一先生伝」（『法学協会雑誌』第12巻第3号、1894年3月）
- 田中稲城 「法学博士末岡精一君の履歴」（『少年園』第11巻第129号、1894年3月）
- 浜尾新 「序」（前掲 『比較国法学』 初版）
- 「故法学博士 末岡精一」（井関九郎監修 『大日本博士録 第壱巻 法学博士及薬学博士之部』 発展社、1921年1月）
- 「末岡精一の憲法思想」（家永三郎著 『日本近代憲法思想史研究』 岩波書店、1967年2月）